# 格羅弗鎮區 (阿肯色州巴克斯特縣)
格羅弗鎮區（英語：Grover Township）是位於美國阿肯色州巴克斯特縣的一個行政鎮區。

## 地方資料
格羅弗鎮區的面積為39.40平方千米，當中陸地面積為33.91平方千米，而水域面積為5.49平方千米。根據2010年美國人口普查的數據，當地共有人口2438人，而人口密度為每平方千米61.88人。